# Peacebuilding
Il peacebuilding fa riferimento a quei processi e quelle attività coinvolte nella risoluzione dei conflitti armati al fine di stabilire una pace sostenibile e assicurare la protezione dei diritti umani fondamentali.

## Storia
Il preambolo dello Statuto delle Nazioni Unite del 1945 recita:
Ciò detto, il sistema politico sul quale si basa l'Organizzazione ha dato spazio all'elaborazione di numerosi trattati internazionali ma anche, nel tempo, alla loro scarsa applicazione. Oltre alle numerose risoluzioni dell'Assemblea generale e del Consiglio di Sicurezza, l'ONU ha anche frequentemente operato con osservatori, inviati speciali e forze militari di interposizione con lo scopo di creare condizioni favorevoli alla cessazione di ostilità nei luoghi di conflitto.
Il 12 novembre 1984 la Dichiarazione sul Diritto dei Popoli alla Pace fu approvata dall'Assemblea generale delle Nazioni Unite con la risoluzione 39/11.
Il concetto di cultura della pace fu formulato al Congresso Internazionale sulla Pace in Costa d'Avorio nel 1989. Il Congresso raccomandò all'UNESCO di lavorare per costruire una nuova visione della pace basata sui valori universali di rispetto per la vita, la libertà, la giustizia, la solidarietà, la tolleranza, i diritti umani e l'uguaglianza tra uomo e donna. Questa iniziativa nacque in un contesto internazionale influenzato dalla caduta del muro di Berlino e la conseguente scomparsa delle tensioni legate alla Guerra fredda.
Nel 1994 si tenne il primo Forum Internazionale sulla Cultura della Pace in San Salvador. L'anno dopo la 28ª Conferenza generale dell'UNESCO introdusse il concetto di Cultura della Pace nella Strategia a Medio Termine per il quinquennio 1996-2001, durante il quale fu sviluppato il progetto Towards a Culture of Peace (Verso una Cultura della Pace). ONG, associazioni, giovani e adulti, media nazionali e locali e leader religiosi attivi per la pace, la non-violenza e la tolleranza si impegnarono nel diffondere in tutto il mondo una Cultura della Pace.
Nel 1997 l'Assemblea generale dell'ONU stabilì un punto separato dell'agenda dei lavori intitolato Towards a Culture of Peace e proclamò il 2000 "Anno Internazionale per la Cultura della Pace" approvando la Risoluzione 52/15.Nel 1998 l'Assemblea generale dell'ONU, su proposta di alcuni premi Nobel per la pace, approvò la risoluzione 53/25 con la quale proclamò il 2001-2010 "Decennio Internazionale per una Cultura della Pace e della Non-Violenza per i Bambini del Mondo".
Il 13 settembre 1999 l'Assemblea generale dell'ONU approvò la risoluzione 53/243 adottando con essa la Dichiarazione per una Cultura della Pace nella quale si afferma:
"Una cultura di pace è un insieme di valori, attitudini, tradizioni e modi di comportamento e sistemi di vita basati sul:
- a. rispetto per la vita, sulla cessazione della violenza e sulla promozione e la pratica della non violenza tramite l'educazione, il dialogo e la cooperazione;
- b. sul pieno rispetto dei principi di sovranità, integrità territoriale e indipendenza politica degli Stati e sul non intervento in quelle questioni che rientrano essenzialmente nell'ambito della giurisdizione nazionale di uno Stato, in conformità con quanto previsto dallo Statuto delle Nazioni Unite e dal diritto internazionale;
- c. sul pieno rispetto e sul progresso di tutti i diritti umani e di tutte le libertà fondamentali;
- d. sull'impegno in favore di una soluzione pacifica dei conflitti;
- e. sugli sforzi per soddisfare le esigenze inerenti allo sviluppo e all'ambiente delle generazioni presenti e future;
- f. sul rispetto e sulla promozione del diritto allo sviluppo;
- g. sul rispetto e sulla promozione dell'uguaglianza di diritti e opportunità per donne e uomini;
- h. sul rispetto e sulla promozione del diritto di ognuno alla libertà di espressione, di opinione e di informazione;
- i. sull'adesione ai principi di libertà, giustizia, democrazia, tolleranza, solidarietà, cooperazione, pluralismo, diversità culturale, dialogo e comprensione a tutti i livelli della società, e fra le nazioni; e sostenuta da un ambiente nazionale e internazionale favorevole e orientato alla pace."[4]

L'idea della Commissione di Peace Building (PBC) viene proposta per la prima volta nel 2004. Nel 2005, Kofi Annan presenta l'idea della PBC come uno strumento per l'identificazione di strategie per i Paesi in situazione di post-conflitto. Alla fine dello stesso anno avviene l'istituzione della PBC con un atto congiunto dell'Assemblea generale e del Consiglio di Sicurezza dell'ONU. La Commissione è creata come un organismo intergovernamentale con una composizione mista che coinvolge gli organi principali delle Nazioni Unite, gli stati che contribuiscono maggiormente in termini di fondi o di personale militare e gli stati usciti da conflitti. Si tratta di un organismo con funzioni consultive che ha come finalità principali di: proporre strategie integrate per la ricostruzione post-conflitto; aiutare ad assicurare i fondi necessari sia per le attività di riabilitazione che per quelle di medio e lungo periodo; contribuire a mantenere alto il livello di attenzione internazionale sui paesi che emergono da un conflitto; migliorare la coordinazione e la collaborazione tra tutti gli attori importanti all'interno e all'esterno delle Nazioni Unite e sviluppare best practices. Questo nuovo strumento ha lo scopo di creare una soluzione di continuità tra interventi umanitari e di sviluppo aiutando a costruire una pace durevole in un quadro di sviluppo sostenibile.

## Caratteristiche
Si tratta di un concetto globale che comprende la trasformazione dei conflitti, la giustizia transizionale, la riconciliazione delle parti, lo sviluppo, e la leadership. Mette in evidenza la difficile realtà che la fine di un conflitto non porta automaticamente la pace e ad uno sviluppo sociale ed economico stabile. La parola ha acquisito significato sostanziale attraverso le azioni di organizzazioni come la Commissione delle Nazioni Unite per il consolidamento della pace (UN Peacebuilding Commission) o l'Istituto degli Stati Uniti per la Pace (United States Institute of Peace). Un certo numero di organizzazioni internazionali descrivono le loro attività in zone di conflitto come costruzione della pace.
La Costruzione della pace comprende:
- La re-integrazione di ex combattenti nella società civile (Disarmament, demobilisation and reintegration - DDR).
- La riforma del settore della sicurezza (Security sector reform - SSR).
- Il rafforzamento dello Stato di diritto.
- Il miglioramento del rispetto dei diritti umani.
- La fornitura di assistenza tecnica per lo sviluppo democratico.
- La promozione della risoluzione dei conflitti e delle tecniche di riconciliazione.

La Commissione delle Nazioni Unite per il consolidamento della pace attraverso un fondo monetario sostiene le operazioni di Costruzione della pace in diversi Paesi: Burundi, Guinea, Guinea-Bissau, Repubblica Centrafricana, Sierra Leone, Comore, Costa d'Avorio, Liberia e Nepal.

## Missioni di costruzione della pace
Una delle prime e più importanti forme di costruzione della pace, chiamata ONUSAL, è stata effettuata ad El Salvador in seguito agli Accordi di San José del 1990 che decidevano di rispettare i diritti umani richiamando in buona parte principi della Carta delle Nazioni Unite. In questo caso inviati delle Nazioni Unite effettuavano un controllo interno al fine di verificare la regolare non violazione, un controllo interno che non si sostituiva totalmente agli organi statali ma li affiancava e integrava.
Altro esempio, sebbene molto differente rispetto al precedente, è quello della UNTAC in Cambogia nel 1992, che si differenzia per un ampio mandato delle forze in campo operanti in molti più settori e per la mancanza di collaborazione da parte delle organizzazioni locali, collassate in una feroce guerra civile. L'Organizzazione internazionale è costretta in questo caso non ad aiutare le organizzazioni locali, quanto a rimpiazzarle in toto.
Il 21 febbraio 1992 fu istituita la Forza di protezione delle Nazioni Unite (in inglese United Nations Protection Force, abbreviata in UNPROFOR) col compito di «creare le condizioni di pace e sicurezza necessarie per raggiungere una soluzione complessiva della crisi jugoslava». Nacque così il concetto di mantenimento della pace, azione volta ad aiutare i Paesi colpiti dalla guerra a creare condizioni di pace sostenibile.
Le varie missioni di mantenimento della pace succedutesi nel tempo hanno ottenuto pochi successi e grandi fallimenti. Le ragioni sono molteplici e andrebbero analizzate caso per caso, ma in fondo possiamo affermare la mancanza di un'idea completa di cosa sia la pace. Infatti, parallelamente all'istituzione delle varie missioni di mantenimento della pace, si faceva spazio il concetto ben più completo di cultura della pace.